# 南京市高淳区博物馆
南京市高淳区博物馆（简称高淳博物馆）是位于中华人民共和国江苏省南京市高淳区的一座博物馆，2013年11月对外开放，建筑面积9,522.3平方米，展区面积3,000平方米，拥有3个基本陈列展厅，1个临展厅。高淳博物馆的馆藏文物包括薛城遗址、朝墩头遗址出土的新石器文物，两周时期的吴越青铜礼乐兵器，汉代至清代的南方陶瓷器。
2024年8月，核定为第五批国家二级博物馆。